# Teatro Le Laudi
Il Teatro Le Laudi è un teatro di Firenze.

## Storia e descrizione
Edificato dal 1978 al 1982 su progetto dell'architetto Casprini nel complesso parrocchiale di San Francesco in piazza Savonarola, ed inaugurato nell'ottobre 1983 costituisce uno degli spazi teatrali recenti e di medie dimensioni presenti costantemente nel panorama fiorentino sia per la sua programmazione di prosa e di teatro per ragazzi, sia per iniziative culturali varie come conferenze e corsi dell' "Università degli Studi di Firenze".
Per tante stagioni il teatro ( in modo particolare sotto la direzione di Lamberto Scotti) ha ospitato alcuni tra i principali interpreti della prosa italiana, tra i quali Enrico Maria Salerno, Gianrico Tedeschi, Ileana Ghione (particolarmente affezionata a questo palcoscenico), Adriana Asti, Nello Mascia, Paola Pitagora, Maurizio Micheli, Orso Maria Guerrini, Valeria Valeri, Simona Marchini, Carlo Croccolo, Cochi Ponzoni, Giorgio Albertazzi, Milena Vukotic, Giancarlo Sbragia,Paolo Poli, Giuseppe Pambieri e molti altri. Oggi il Teatro, diretto da Michele Fabbri, proseguendo nella sua tradizione, presenta un cartellone ricco di eventi e spettacoli che spaziano dal Teatro classico a quello di innovazione, con aperture allo spettacolo musicale. Viene dato anche spazio al teatro nobile in vernacolo fiorentino. La Compagnia Stabile del Teatro dal 2021 è Namasté Teatro.
Il Teatro Le Laudi è socio fondatore dell'associazione di categoria Firenze dei Teatri che ha per scopo la diffusione sempre maggiore delle attività teatrali e di spettacolo a Firenze e provincia.